# Gonçalo de Carvalho
Frei Gonçalo de Carvalho (en français frère Gonçalo de Carvalho) est un religieux portugais de l’ordre des Dominicains du XVIe et XVIIe siècles. Il est notamment représenté dans le monument des Padrão dos Descobrimentos (en français Monument des Découvertes) à Lisbonne.

## Biographie
Il est connu pour son action en Inde, où il a contribué aux combats contre les infidèles, en y créant des communautés catholiques.
Le 25 mars 1610, à la demande du roi du Kongo, Alvare II, il rejoint une mission à destination de Luanda afin d'y promouvoir l'établissement de communautés catholiques,.